# Бериллаты
Бериллаты — химические соединения, представляющие собой соли амфотерного гидроксида бериллия Be(OH)2, который диссоциирует преимущественно с отщеплением протона: 

{\displaystyle {\mathsf {Be(OH)_{2}\rightleftarrows BeO_{2}^{2-}+2H^{+}}}}
{\displaystyle {\mathsf {2Be(OH)_{2}\rightleftarrows Be_{2}O_{3}^{2-}+2H^{+}+H_{2}O}}}
Склонность бериллия образовывать бериллатный (BeO22–) и дибериллатный (Be2O32–) анионы, как и другие его свойства, отличные от свойств щелочноземельных металлов, объясняется большой плотностью заряда иона Be2+. На сегодняшний день получены бериллаты и дибериллаты щелочных и щелочноземельных металлов.

## Свойства
Бериллаты представляет бесцветные или белые кристаллические вещества, устойчивые на воздухе только в отсутствие следов влаги. В присутствии влаги или при растворении в воде бериллаты легко гидролизируют, с образованием гидроксида бериллия и соответствующей щелочи: 
{\displaystyle {\mathsf {Na_{2}BeO_{2}+2H_{2}O\longrightarrow Be(OH)_{2}+2NaOH}}}
{\displaystyle {\mathsf {Na_{2}Be_{2}O_{3}+3H_{2}O\longrightarrow 2Be(OH)_{2}+2NaOH}}}
При растворении бериллатов в разбавленных щелочных растворах образуется более устойчивые  комплексные соединения — гидроксобериллаты: 
{\displaystyle {\mathsf {Na_{2}BeO_{2}+2H_{2}O\longrightarrow Na_{2}[Be(OH)_{4}]}}}
{\displaystyle {\mathsf {Na_{2}Be_{2}O_{3}+3H_{2}O+2NaOH\longrightarrow 2Na_{2}[Be(OH)_{4}]}}}
При концентрации раствора щелочи до 35% образуется комплексный гидроксобериллатный анион эмпирического состава [BeO(OH)2]2–. Комплексные гидроксобериллатные ионы значительно устойчивее бериллатного, поэтому при большой концентрации щелочи даже кипячение раствора не приводит к разрушению гидроксобериллатов и выделению гидроксида бериллия в осадок. 
Бериллаты легко реагируют с кислотами различной силы и концентрации, с образованием гидроксида бериллия или соответствующей соли бериллия:
{\displaystyle {\mathsf {Na_{2}BeO_{2}+4HCl\longrightarrow BeCl_{2}+2NaCl+2H2O}}}
{\displaystyle {\mathsf {Na_{2}BeO_{2}+H_{2}S\longrightarrow Be(OH)_{2}+Na_{2}S}}}
Так же в присутствии влаги бериллаты легко реагируют с диоксидами углерода и серы, различными оксидами азота и т.п.:
{\displaystyle {\mathsf {Na_{2}BeO_{2}+CO_{2}+H_{2}O\longrightarrow Be(OH)_{2}+Na_{2}CO_{3}}}}
{\displaystyle {\mathsf {Na_{2}BeO_{2}+SO_{2}+H_{2}O\longrightarrow Be(OH)_{2}+Na_{2}SO_{3}}}}
{\displaystyle {\mathsf {Na_{2}BeO_{2}+2NO_{2}+H_{2}O\longrightarrow Be(OH)_{2}+NaNO_{3}+NaNO_{2}}}}

## Получение
Бериллаты образуются в различных условиях. Наиболее распространен способ высокотемпературного синтеза при взаимодействии оксида или гидроксида бериллия с оксидами, гидроксидами или карбонатами щелочных металлов: 

{\displaystyle {\mathsf {BeO+Na_{2}O\longrightarrow Na_{2}BeO_{2}}}}
{\displaystyle {\mathsf {2BeO+Na_{2}O\longrightarrow Na_{2}Be_{2}O_{3}}}}
{\displaystyle {\mathsf {BeO+2NaOH\longrightarrow Na_{2}BeO_{2}+H_{2}O}}}
{\displaystyle {\mathsf {BeO+Na_{2}CO_{3}\longrightarrow Na_{2}BeO_{2}+CO_{2}}}}
При растворении бериллия, а также его оксида или гидроксида в концентрированных растворах щелочей образуются гидроксобериллаты: 
{\displaystyle {\mathsf {Be+2NaOH+2H_{2}O\longrightarrow Na_{2}[Be(OH)_{4}]+H_{2}}}}
{\displaystyle {\mathsf {BeO+2NaOH+H_{2}O\longrightarrow Na_{2}[Be(OH)_{4}]}}}
{\displaystyle {\mathsf {Be(OH)_{2}+2NaOH\longrightarrow Na_{2}[Be(OH)_{4}]}}}

## Применение
На использовании бериллатов щелочных металлов основан один из методов разделения бериллия и алюминия.

## Примеры
- Оксобериллат натрия
- Тетрагидроксобериллат натрия